# Albertine Simonet
Albertine Simonet, oftast endast omtalad som Albertine, är en fiktiv figur i Marcel Prousts romansvit På spaning efter den tid som flytt. Hon hör till de många kvinnor som berättarjaget förälskar sig i, och relationen med henne är den mest utvecklade i berättelsen. Albertine förekommer redan i den andra delen av sviten, I skuggan av unga flickor i blom och del fyra, Sodom och Gomorra, men står i centrum för dess femte och sjätte del, Den fångna respektive Rymmerskan.
Utformningen av romangestalten anses ofta vara påverkad av författarens homosexualitet. Enligt vissa kritiker skulle den verkliga förebilden till Albertine ha varit en man.

## Handling

### Del 2. I skuggan av unga flickor i blom
Berättaren är en yngling som med sin mormor under några sommarmånader bor i den fiktiva badorten Balbec (inspirerad av verklighetens Cabourg i Normandie). Under promenaderna på piren stöter han på ett litet sällskap av sportiga unga flickor. De uppträder självsäkert och utmanande och gör ett omedelbart intryck på berättaren. Genom konstnären Elstir lyckas han bli presenterad för Albertine Simonet. Hon är föräldralös och bor hos sin moster madame Bontemps. 
Berättaren upplever en härlig tid tillsammans med flickorna, de gör utflykter och samlas för lekar och nöjen. Andrée och Gisèle är andra namngivna flickor i sällskapet. Berättaren är förälskad i dem alla, men det blir Albertine som slutligen vinner hans hjärta.

### Del 4. Sodom och Gomorra
Berättaren är nu en ung man. Han är åter i Balbec, men nu med sin mor då den älskade mormodern har avlidit. Han introduceras i den kulturella salongen som makarna Verdurin sedan länge tid driver i Paris, och numera även nära Balbec på det hyrda godset Raspelière. Han umgås flitigt med Albertine och tar också med henne till det kulturella sällskapet, i hennes egenskap av "kusin". Tillsammans gör de också ofta utflykter med bil till omgivande byar och småstäder. 
Genom en tillfällighet uppmärksammas berättaren på att Albertine och Andrée i dansen verkar ha en relation som sträcker sig utöver den rent vänskapliga. Hans tidigare svartsjuka omfattar därefter såväl manliga som kvinnliga bekantskaper, och han ser noga till att bevaka att Albertine inte blir ensam med någondera. 
När han får reda på att Albertine känner en väninna till mademoiselle Vinteuil, och att denna väntas till orten, blir han desperat. Under barndomstiden i Combray råkade han nämligen genom ett fönster se dessa kvinnor i en homoerotisk situation. Närmast panikartat bestämmer han sig för att återvända till familjens våning i Paris och tar med sig Albertine, under förespegling om giftermål. 

### Del 5. Den fångna
Berättaren och Albertine bor i var sitt rum i Parisvåningen, tillsammans med trotjänarinnan Françoise. För första gången i berättelsen namnges nu berättaren, genom att Albertine säger "min älskade Marcel". Senare nämner hon honom åter vid namn på en biljett skickad till honom.  
Marcel är noga med att Albertine på egen hand inte gör några utflykter utanför bostaden. Hon måste antingen ledsagas av en väninna, skjutsas i bil av en chaufför eller ledsagas av Marcel själv. Han överöser henne med gåvor i form av smycken, vackra kläder och andra föremål.  
Han är hela tiden vaksam på varje tecken på att hon ser på någon person längtansfullt, eller genom några förstulna kommentarer eller felsägningar visar att hon faktiskt haft en relation med en kvinnlig partner. Han uppfattar ofta att hon uttrycker sig lögnaktigt i dessa frågor, men drar sig inte från att själv ta till lögner för att till varje pris hindra henne från att återuppta eller etablera en sådan kontakt.  
Berättaren känner sig trots sin uttalade kärlek till Albertine bunden av sin självpåtagna uppgift att till varje pris bevaka hennes vandel. Han uttrycker att han vill avsluta deras förhållande men ångrar sig strax, och de båda försonas. En morgon då han vaknar rapporterar Françoise att Albertine packat sina koffertar och lämnat huset.  

### Del 6. Rymmerskan
Efter att Albertine lämnat berättaren i Paris plågas denne av våldsam svartsjuka och försöker på olika sätt få henne att återvända. Först sänder han sin gode vän Robert Saint-Loup, för att genom mostern i Touraine försöka påverka Albertine. Detta misslyckas dock. Därefter skriver han och berättar att han nyligen har beställt en Rolls Royce och en lustyacht till henne, men att hon nu bör avbeställa dessa. Det accepterar hon. Slutligen telegraferar han och ber henne komma, men möts av ett telegram från mostern som berättar att Albertine omkommit i en ridolycka. 
Att Albertine inte längre är i livet minskar inte berättarens plåga. Han söker bekräftelse på sina misstankar om hennes homoerotiska förbindelser genom att sända en sedan Balbec-tiden förtrogen hovmästare Aimée till Balbec och Touraine för att göra efterforskningar. Hans misstankar besannas genom dennes rapport. 

## Förebild

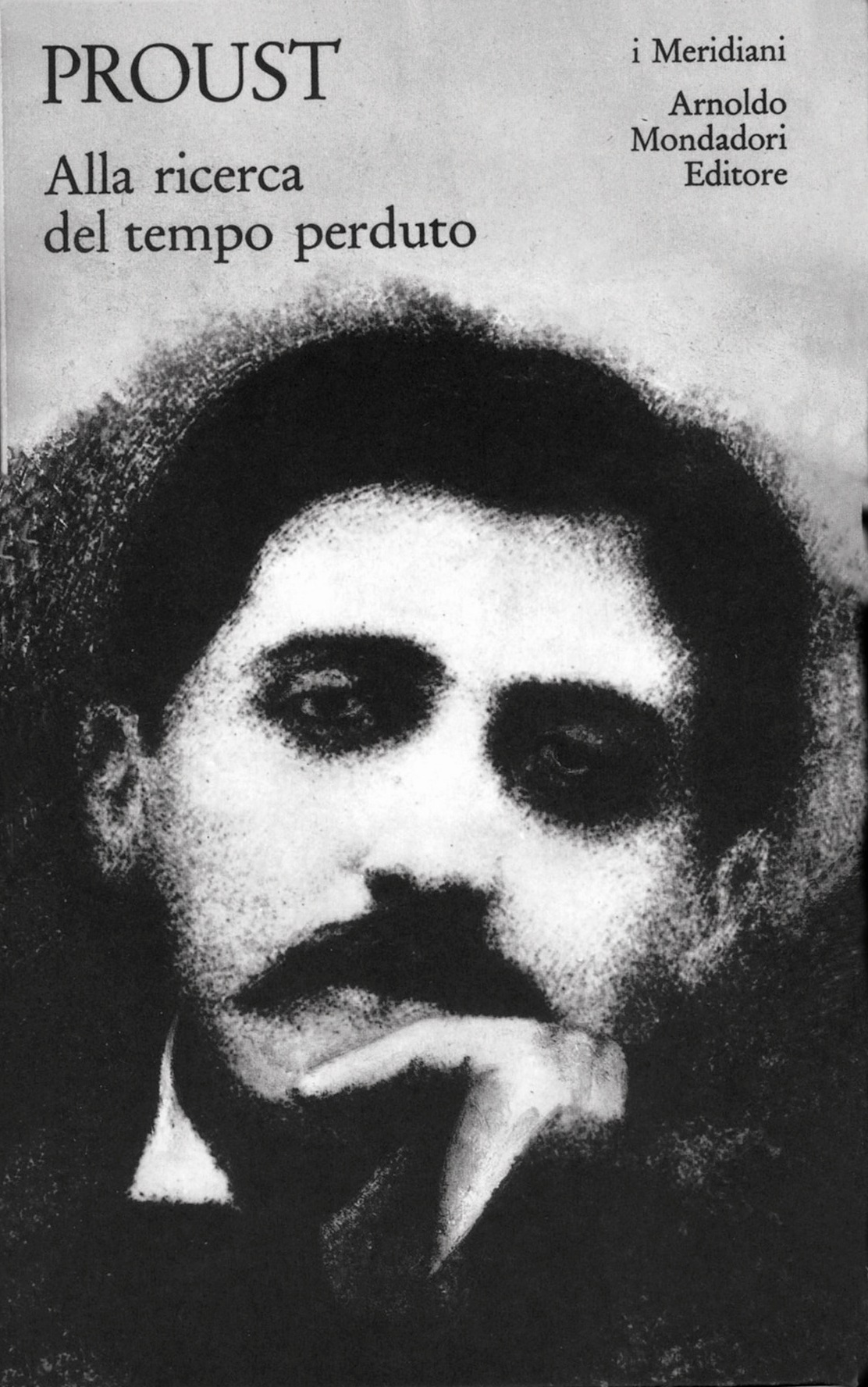
Marcel Proust, vars kända homosexualitet påverkat utformningen av Albertine.

Romanen är inte självbiografisk, även om berättarjagets namn "Marcel" ger en antydan om möjlig verklighetsbakgrund. Spekulationer om verkliga förebilder till romanens huvudpersoner har påverkats av författarens homosexualitet. Detta har gett upphov till den så kallade ”transponeringsteorin”, det vill säga att i fallet Albertine skulle motsvarigheten vara en man.
Den person som har ansetts vara förebild till Albertine är Alfred Agostinelli, som var Prousts stora kärlek. Han var först en av Proust anlitad chaufför, anställdes senare som dennes sekreterare och flyttade in i Prousts bostad tillsammans med sin hustru. Han var mycket flygintresserad och flydde från Proust till Monaco för att där ägna sig åt flygning under namnet "Marcel Swann" (jämför Prousts romanfigur "Swann").
Proust skickade då en vän att försöka få honom att återvända till Paris. Agonistelli omkom då hans plan som Proust hade köpt åt honom störtade i havet. På flygplanet hade Proust låtit ingravera en dikt av Mallarmé. Samma dikt var tänkt att återges på den yacht som berättaren beställt till Albertine i Rymmerskan.

## Betydelse
Albertine är den oftast förekommande figuren i romansviten. Ändå förblir hon till stor del okänd för såväl berättaren som läsaren, och berättaren upplever att hon består av flera olika personligheter. När hon beskrivs är det i egenskap av föremål för berättarens åtrå och begär, och detta växer ju mer denne misstänker att hon döljer sitt liv och sina böjelser. När hon är helt i berättarens våld, genom fångenskapen i Parisvåningen, förbyts känslorna i leda. Relationen mellan Albertine och berättaren har också beskrivits som en "katt och råtta-lek" och att Albertine har drag av 1800-talets femme fatale.
Anne Carson finner associationer mellan henne och Hamlets Ofelia. Att hon ständigt gäckar berättaren genom att vägra honom total insyn i sina egna sexuella begär har också tolkats som ett sätt att söka egen frihet och jämbördighet. Att hon av berättaren förmodas ha haft lesbiska relationer och hyser begär till kvinnor framställs i Sodom och Gomorra som en motpol till de avsnitt som skildrar den manliga homosexualiteten (framför allt personifierad av baron de Charlus). Kärlek är enligt berättaren ett "olycksöde", en "galenskap" och "ömsesidig tortyr" och något som endast styrs av slumpen.

## Verk baserade på Albertine
Romangestalten Albertine har blivit föremål för musikalen My Life with Albertine (2003), med musik av Ricky Ian Gordon och texter och manus Richard Nelson. Poeten Anne Carson har skrivit ett poem som utgår från Albertines person. Romanen Albertine, baserad på Prousts romanfigur, är skriven av Jacqueline Rose.
Filmen La Captive (2000), i regi av Chantal Aakerman, baseras på Den fångna och Rymmerskan. En TV-filmatisering av hela romansviten utom den första delen, À la recherche du temps perdu, regisserades 2011 av Nina Companéez.